# Alvaradoia sardoa
Alvaradoia sardoa är en fjärilsart som beskrevs av Rothschild 1920. Alvaradoia sardoa ingår i släktet Alvaradoia och familjen nattflyn. Inga underarter finns listade i Catalogue of Life.